# Mark Ferguson (cầu thủ bóng đá)
Mark Ferguson là một cựu cầu thủ bóng đá người Anh thi đấu ở vị trí tiền đạo cho Tranmere Rovers.